# Brauerei Stolz
Die Brauerei Stolz GmbH & Co. KG ist eine 1919 gegründete Privatbrauerei in Isny im Allgäu im Landkreis Ravensburg.

## Geschichte
Von ehemals 14 Braustätten in Isny, die in den 14 Isnyer Wirtshäusern Bären, Blume, Dreikönig, Engel, Zum grünen Baum, Hirsch, Krone, Lamm, Ochsen, Rößle, Schwanen, Schwarzer Adler, Strauß und Wilden Mann lokalisiert waren, existiert heute nur noch die Brauerei Stolz. Das vorletzte Wirtshaus mit Braubetrieb war bis 1921 der Wilde Mann. Die 15. Brauerei mit einer gewissen Sonderstellung war die Gräfl. Quadt-Isny’sche Brauerei (Schlossbrauerei), welche aber auch ihren Betrieb eingestellt hat.
1919 erwarben Johann Stolz und Heinrich Schmidt von der Ochsengesellschaft die frühere Engel-Brauerei im heutigen Brauereigasthof Engel. 1949 kam die Brauerei in den alleinigen Besitz der Familie Stolz, die sie bis heute unter der Führung der Brüder Josef und Hans Stolz betreibt. Das Bier wird nach dem Reinheitsgebot von 1516 aus Tettnanger Hopfen, Oberschwäbischer Braugerste, Hefe und Isnyer Wasser hergestellt.

## Sortiment

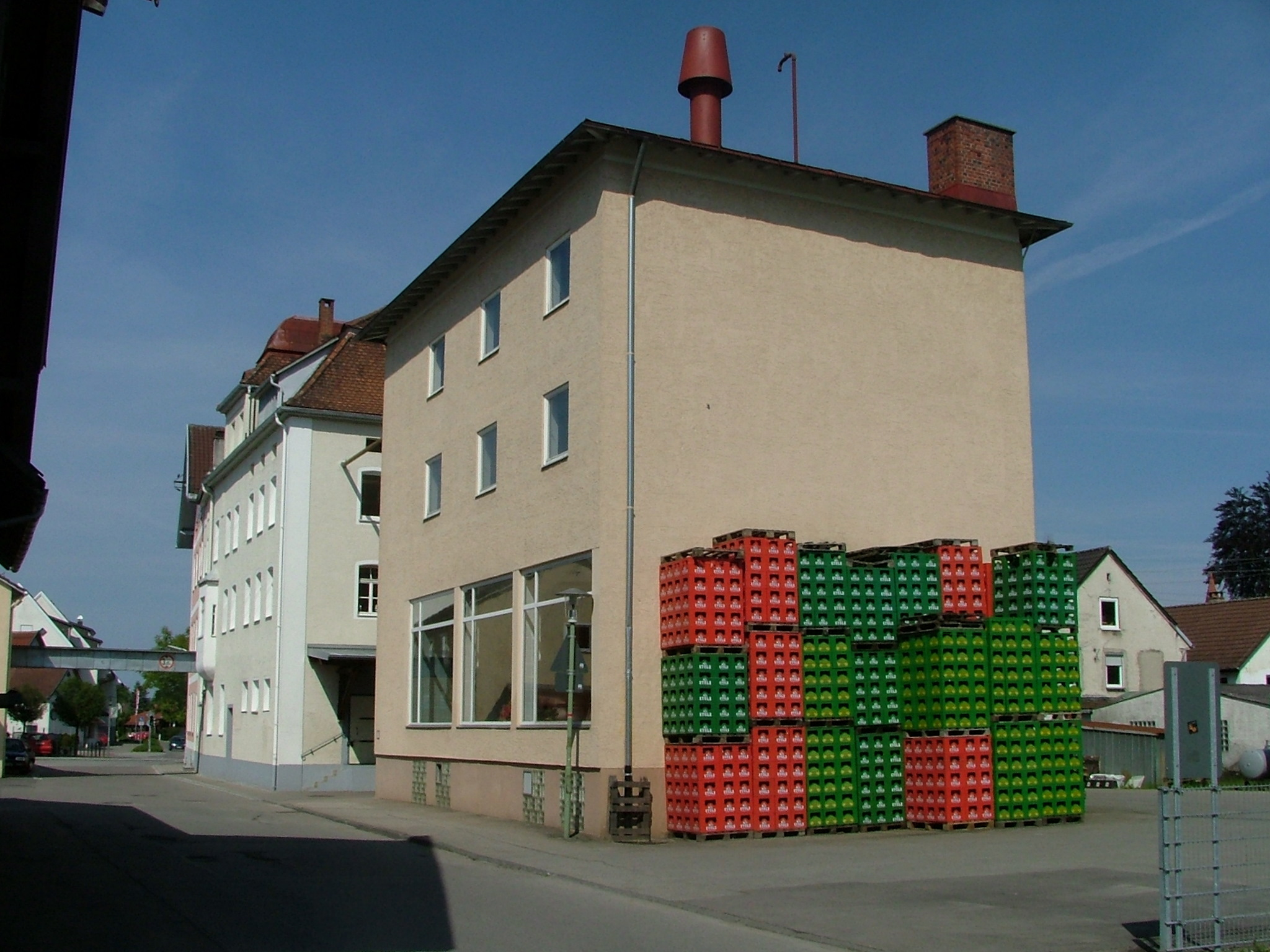
Brauerei Stolz (2011)

Zur Produktpalette der Brauerei gehören sieben verschiedene Biersorten und drei saisonale Biere. Die saisonalen Biere sind das Josefsbier, Jahrgangsbier und das Weihnachtsbier. Das Josefsbier, heute Märzenbier genannt, wurde bis 2014 anlässlich des Feiertages des Heiligen Josefs am 19. März gebraut.
Ein weiteres Standbein von Stolz ist die Herstellung und der Vertrieb von elf Limonaden.